# Медвежье (озеро, Северо-Казахстанская область)
Медвежье (Половинное; каз. Медвежье) — солёное озеро в районе Магжана Жумабаева Северо-Казахстанской области Казахстана. Находится у села Чистовское в 12 км к западу от села Каракога в урочище Камышловский лог.
По данным топографической съёмки 1940-х годов, площадь поверхности озера составляет 8,07 км². Наибольшая длина озера — 4,3 км, наибольшая ширина — 2,5 км. Длина береговой линии составляет 11,6 км, развитие береговой линии — 1,14. Озеро расположено на высоте 114,3 м над уровнем моря.